# هانس هلباین پسر
هانس هلباین پسر (به آلمانی: Hans Holbein der Jüngere) (زاده ۱۴۹۷ - درگذشته ۲۹ نوامبر ۱۵۴۳)، نقاش، چاپگر و طراح اهل آلمان بود.

## زندگی هنری

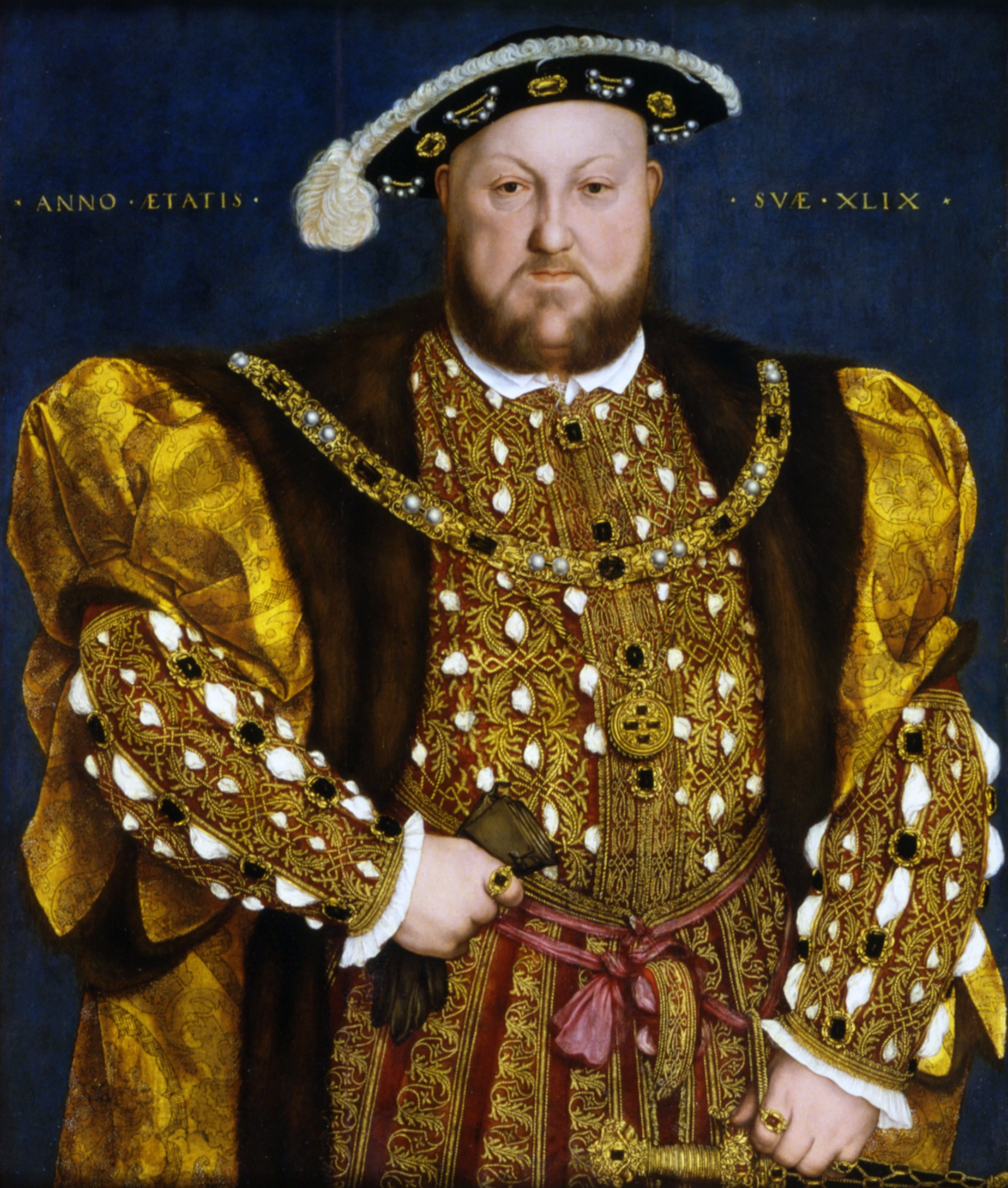
طراحی‌های او از زنان درباری بسیار مشهور است. وی در اوگسبورگ و در کارگاه پدرش هانس هلباین پدر آموزش دید.

طراحی‌های او از زنان درباری بسیار مشهور است. وی در اوگسبورگ و در کارگاه پدرش هانس هلباین پدر آموزش دید. پس از پایان کار این کارگاه او و برادرش تحت آموزش یک نقاش اهل سوییس قرار گرفتند. چندی بعد با ناشران سوییسی همکاری کرده علاوه بر طراحی لوحه‌های چوبین برای چاپ کتاب به چهره‌نگاری و اجرای سفارش‌هایی برای کلیسا نیز می‌پرداختند. او بعدها تابعیت سوئیسی گرفت. هانس هلباین پسر با مصورسازی انجیل لوتر (۱۵۲۲) و طراحی باسمه‌های رقص مرگ، شهرتی جهانی یافت. وی پس از آن به بریتانیا سفر کرد و به نقاشی چهره بازرگانان پرداخت. پس از چندی به دربار هنری هشتم پادشاه بریتانیا راه یافت. هانس هلباین پسر تا هنگام مرگ به کارهای گوناگون از طراحی لباس و جواهر تا نقاشی از چهره اعضای سلطنتی اشتغال داشت. وی در هنر مینیاتور نیز فعال بود و بر تحول این هنر در انگلستان بسیار اثرگذار بود. وی برای اولین بار نقاشی پرتره را مد ساخت.

## نگارخانه

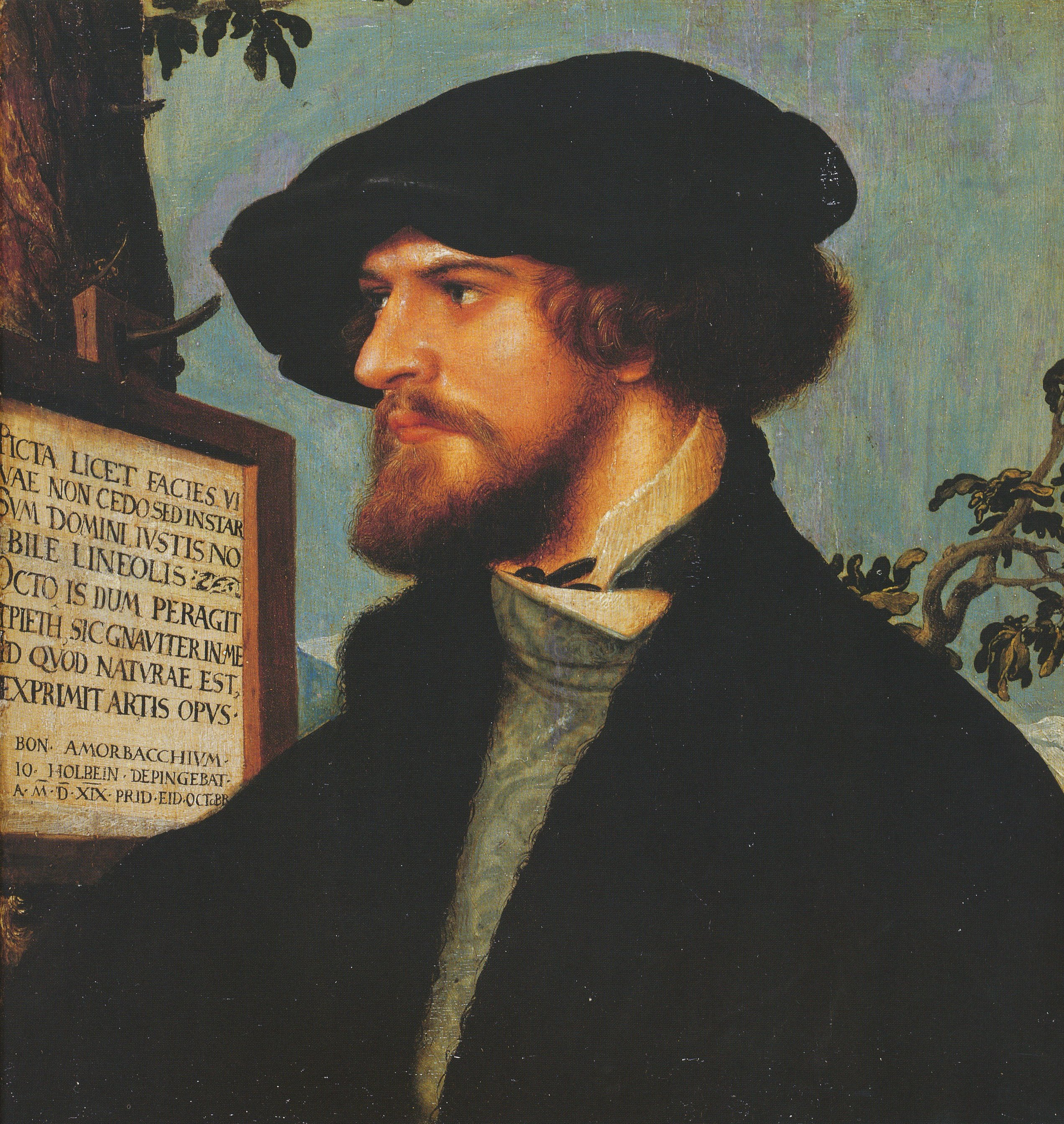
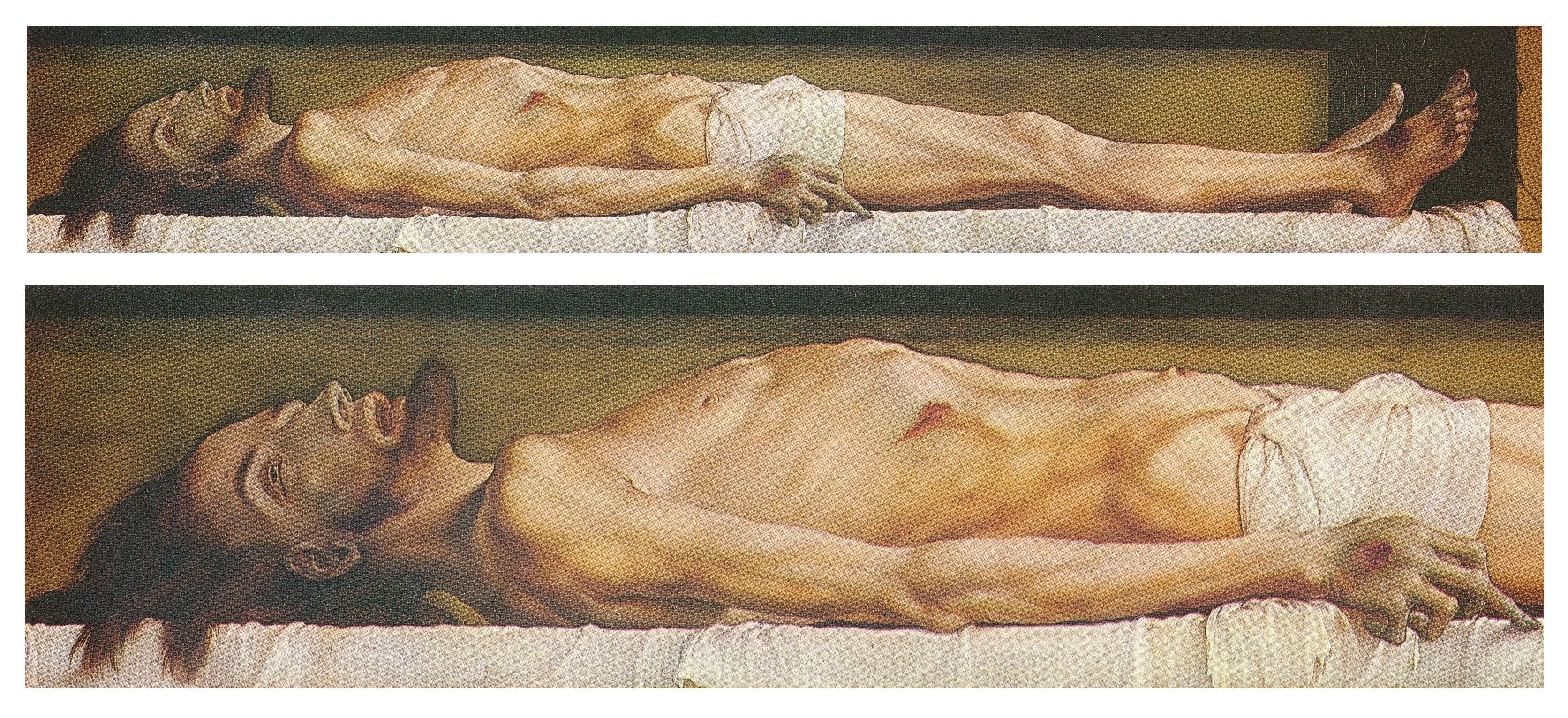
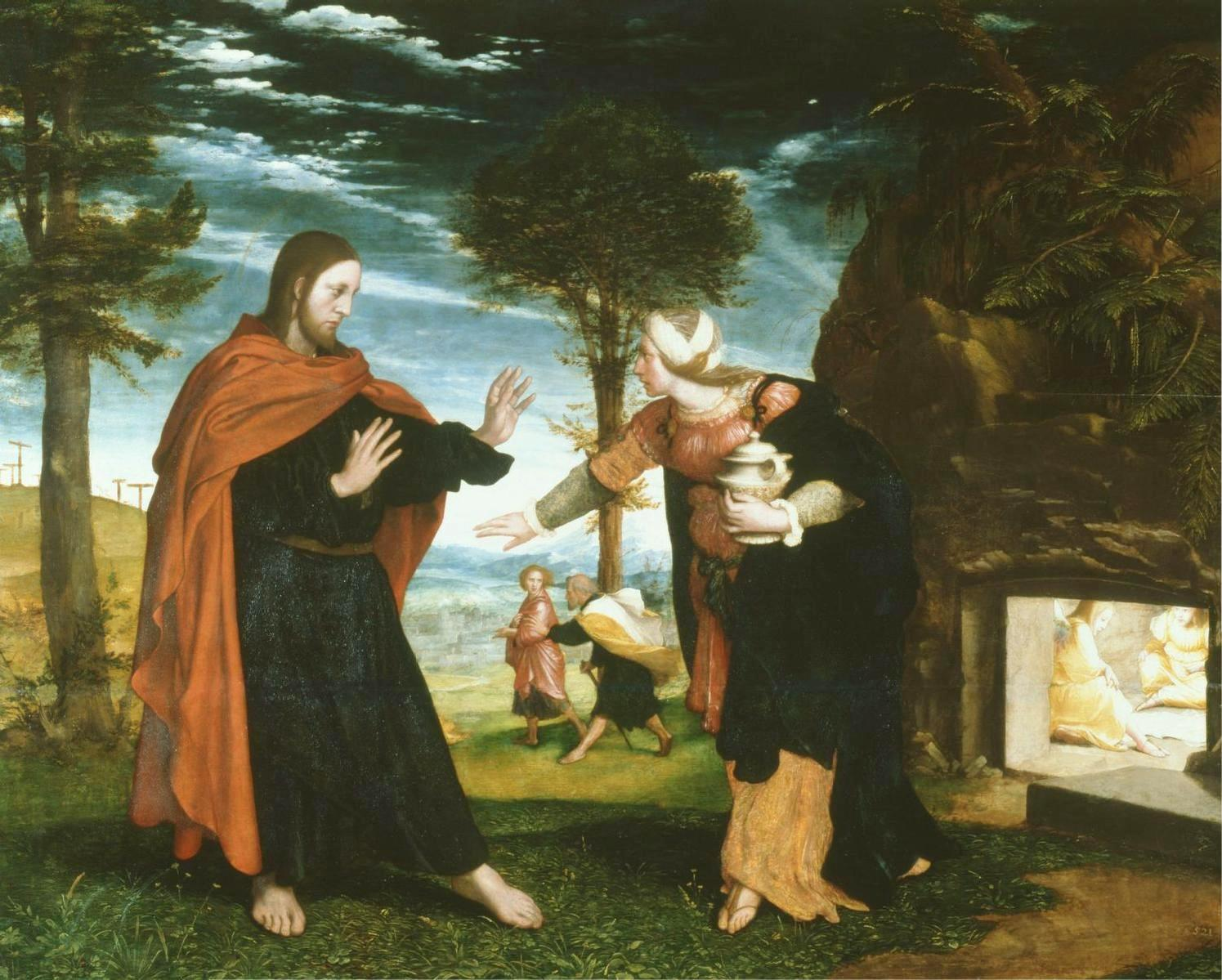
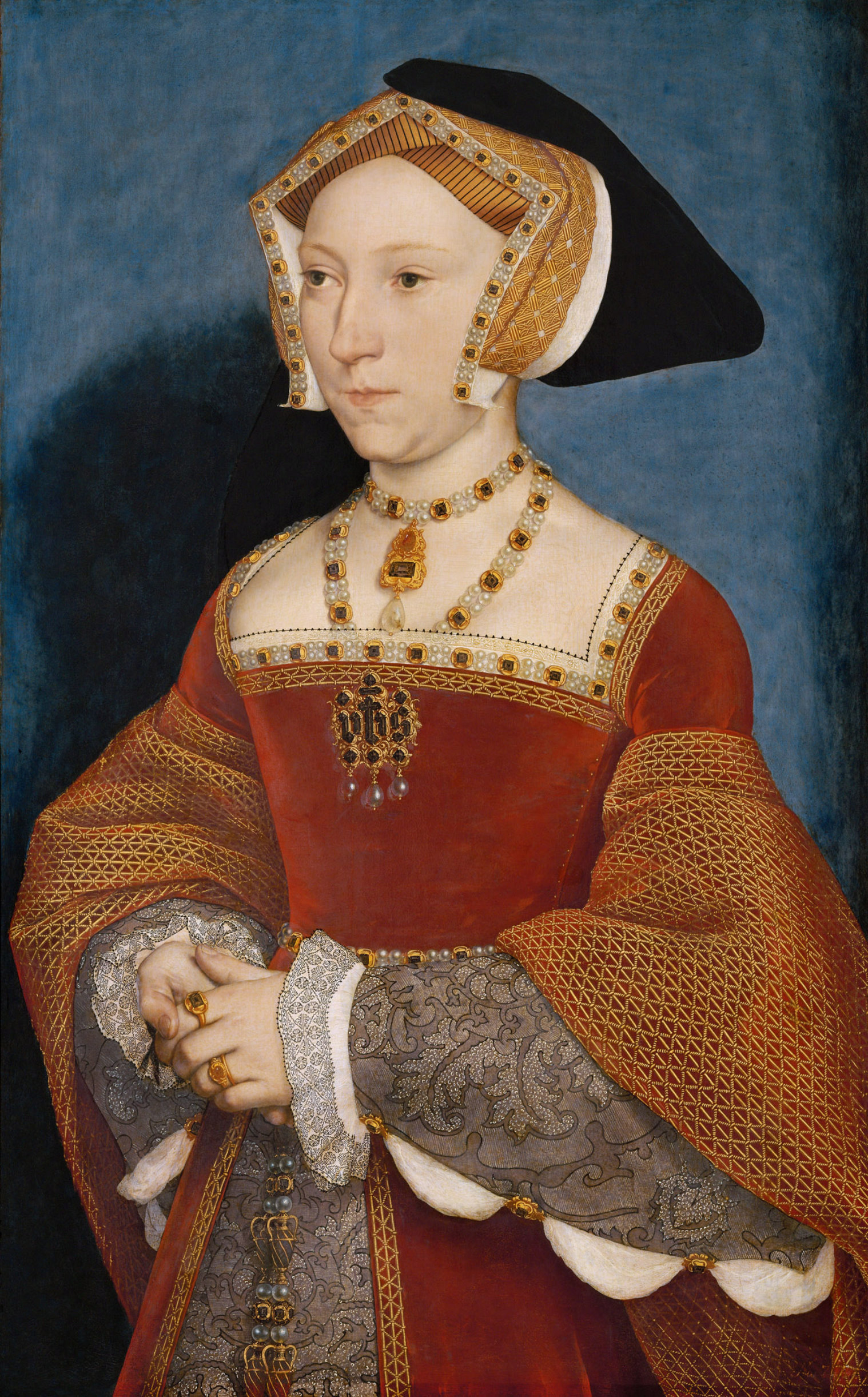
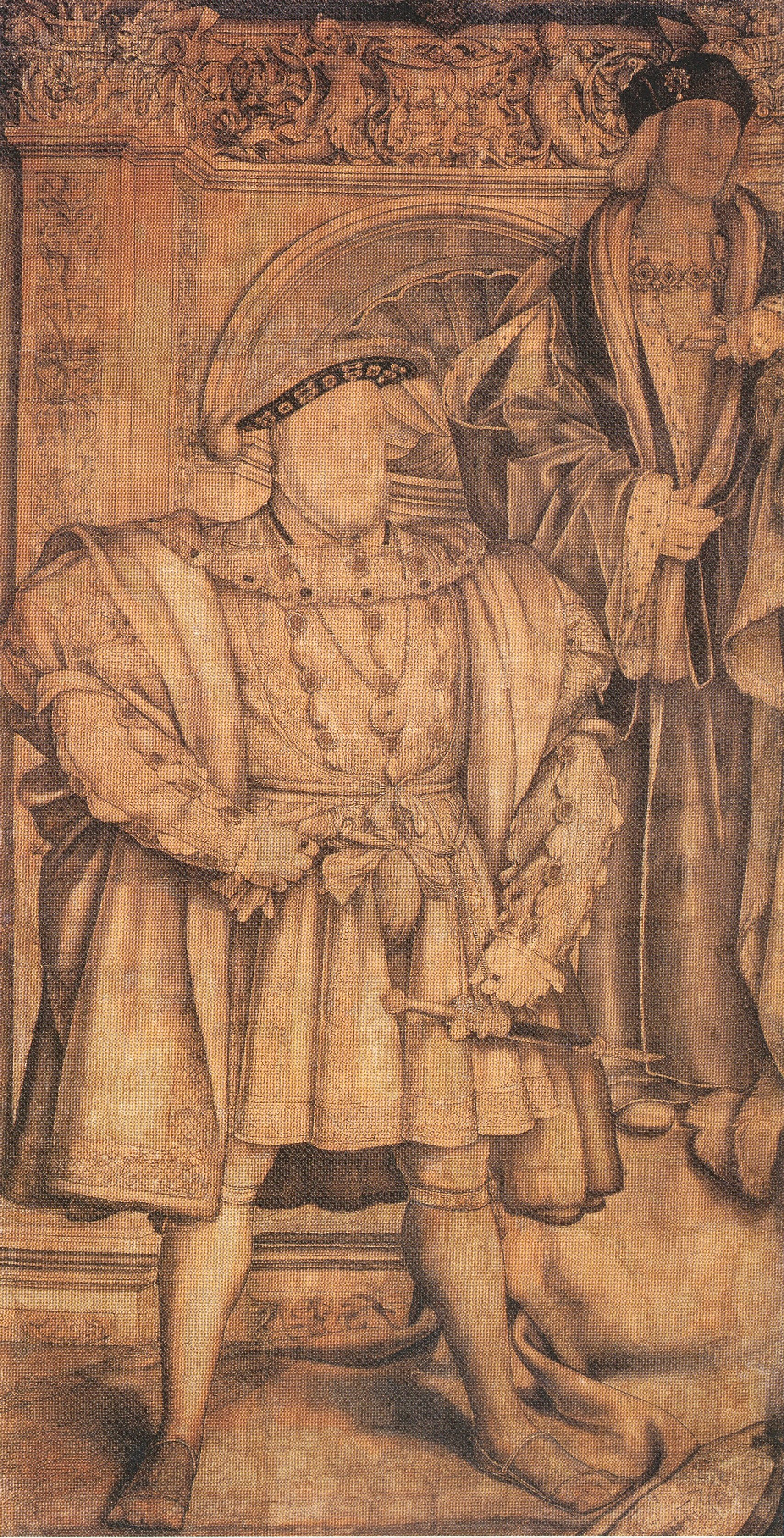
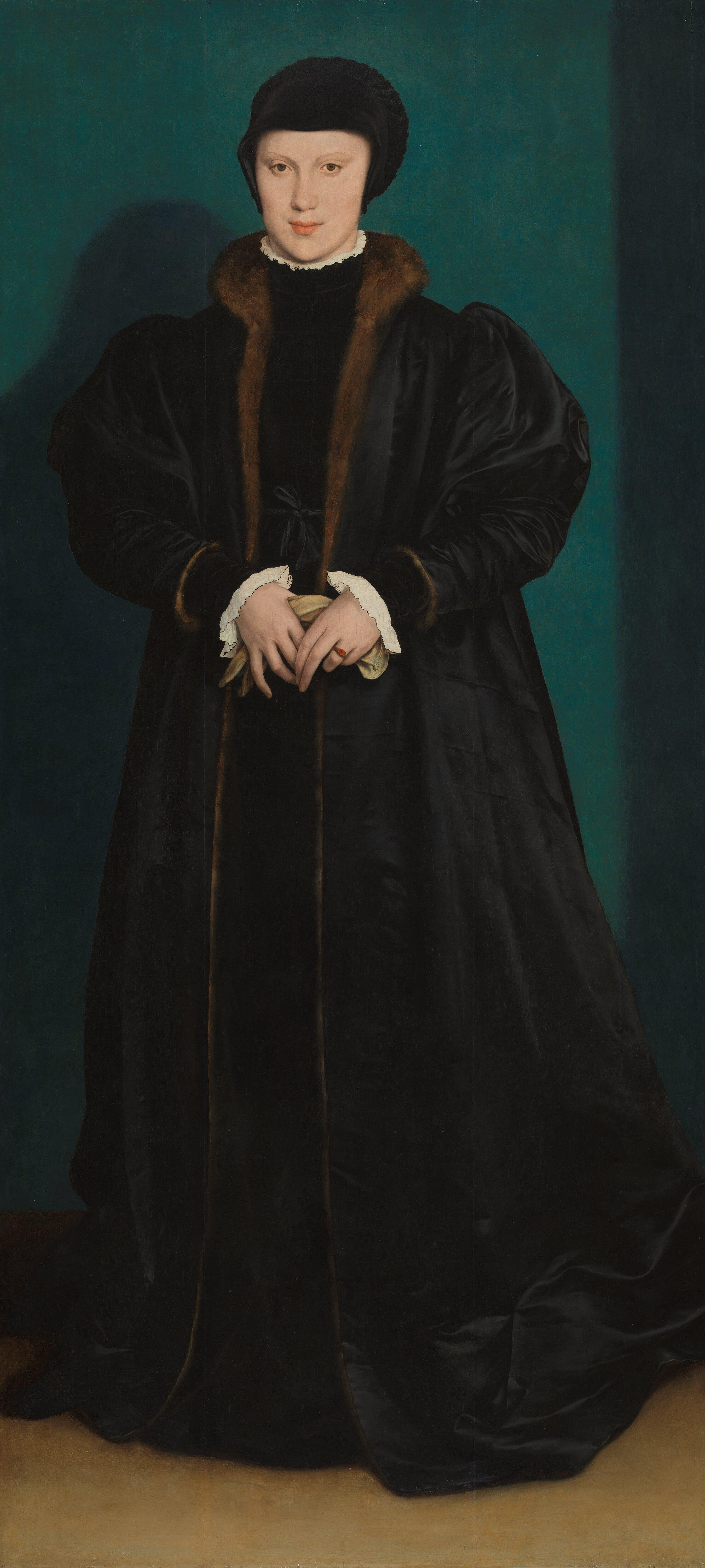
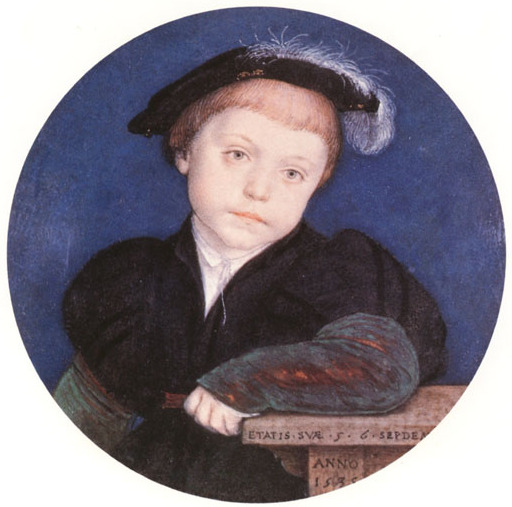
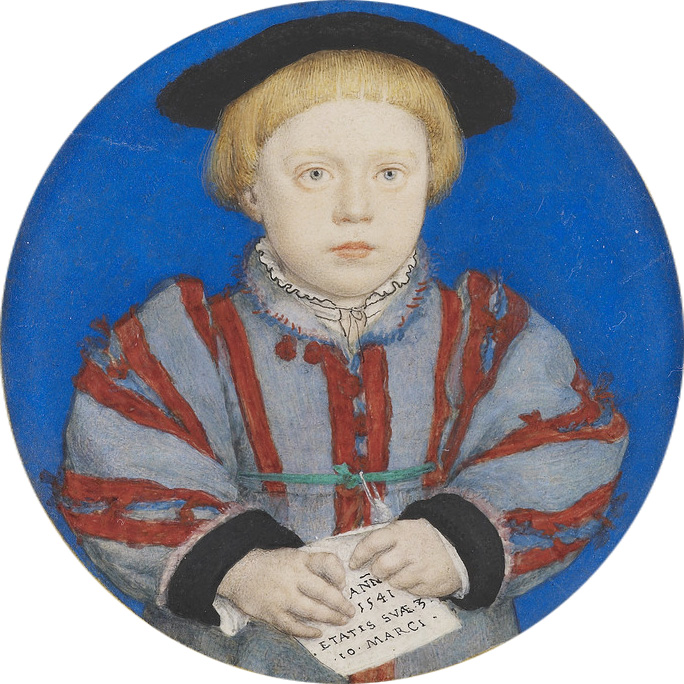
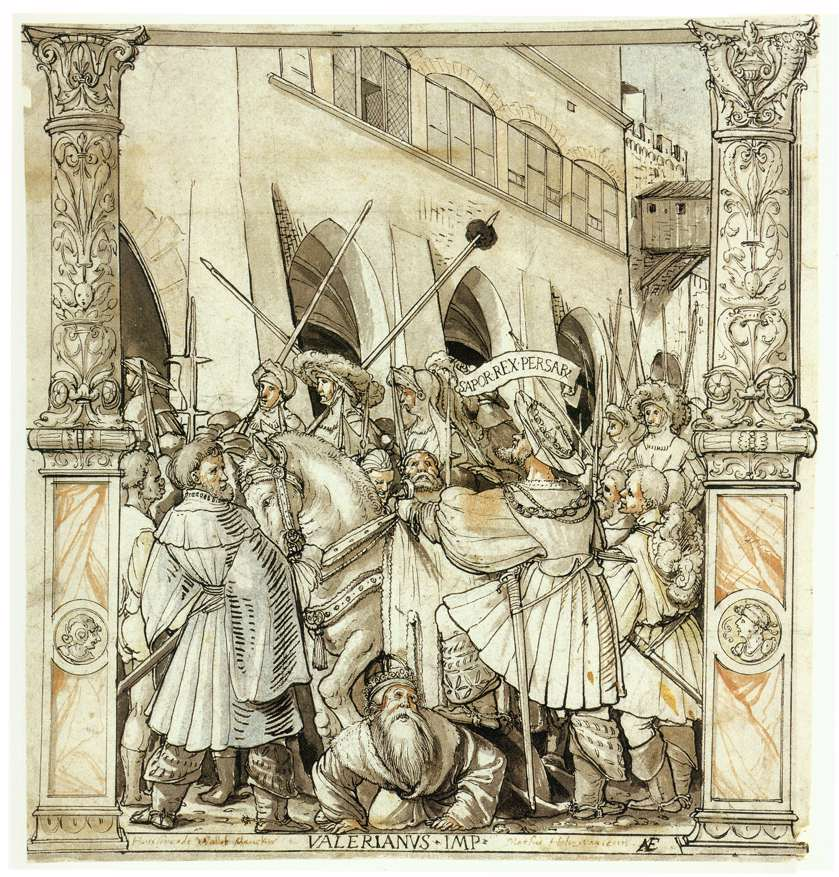

## آثار
- انجیل لوتر (۱۵۲۲)
- شام آخر (۱۵۲۰)
- چهره اراسموس رتردامی (۱۵۲۳)
- خانواده خود هنرمند (حدود ۱۵۲۹)
- چهره جرج گیز (۱۵۳۲)
- سفیران (هانس هلباین) (۱۵۳۳)